# Heinrich Eidam
Heinrich Eidam (* 4. Juni 1849 in Sommerhausen; † 5. April 1934 in Gunzenhausen) war ein deutscher Mediziner und Limesforscher.

## Leben
Heinrich Eidam studierte Medizin an der Universität Erlangen, wo er auch 1875 zum Dr. med. promoviert wurde. Während seines Studiums wurde er in Erlangen 1868 Mitglied der Burschenschaft der Bubenreuther. Er ließ sich 1878 in Gunzenhausen als Arzt nieder. Im Jahre 1895 wurde er Bezirksarzt; er errichtete eine Milchküche zur Bekämpfung der Kindersterblichkeit sowie eine Sanitätskolonne (1891). Im Jahre 1921 erfolgte die Eröffnung des von ihm initiierten Heimatmuseums. Im selben Jahr wurde ihm die Ehrenbürgerwürde der Stadt Gunzenhausen verliehen.

## Limesforschung
Im Jahre 1879 begann Heinrich Eidam mit Ausgrabungen zur Erforschung der Geschichte der Stadt Gunzenhausen und ihres Umlandes. Er gründete im selben Jahr den Verein von Altertumsfreunden Gunzenhausen und wurde dessen erster Vorsitzender. Im Jahre 1892 wurde er Streckenkommissar der Reichs-Limeskommission. Er betreute den Raetischen Limesabschnitt von Kleinlellenfeld bis zur Rezat. Eidam dokumentierte die römischen Kastelle Gunzenhausen (ab 1897), Gnotzheim (ab 1878), Munningen und Theilenhofen (1892 bis 1895).
Im Jahre 1928 erhielt er den Wilhelm-Rehlen-Preis und 1930 erhielt er den Ehrendoktor der philosophischen Fakultät der Universität Würzburg für seine Forschungen.

## Schriften
- Ueber die Bildungsweise intraperitonealer Tumoren im kleinen Becken. Dissertation Erlangen 1875.
- Ausgrabungen und Funde bei Gunzenhausen Festschrift zum 25jährigen Jubiläums des Vereins von Altertumsfreunden Gunzenhausen. Nürnberg 1904.
- Das Kastell Munningen. (= Der obergermanisch-raetische Limes des Roemerreiches Abteilung B, Band 6, Kastell Nr. 68a). Petters, Heidelberg, Berlin und Leipzig 1929.
- Das Kastell Gnotzheim. (= Der obergermanisch-raetische Limes des Roemerreiches Abteilung B, Band 6, Kastell Nr. 70). Petters, Heidelberg, Berlin und Leipzig 1907.
- Das Kastell Gunzenhausen. (= Der obergermanisch-raetische Limes des Roemerreiches Abteilung B, Band 6, Kastell Nr. 71). Petters, Heidelberg, Berlin und Leipzig 1907.
- Das Kastell Theilenhofen. (= Der obergermanisch-raetische Limes des Roemerreiches Abteilung B, Band 6, Kastell Nr. 71a). Petters, Heidelberg, Berlin und Leipzig 1905.
- Mehrere Aufsätze in: Alt-Gunzenhausen. Beiträge zur Geschichte der Stadt und des Kreises. Hrsg. vom Verein für Heimatkunde, Stadt- und Landkreis Gunzenhausen